# Green Cove Springs
Green Cove Springs ist eine Stadt und zudem der County Seat des Clay County im US-Bundesstaat Florida. Das U.S. Census Bureau hat bei der Volkszählung 2020 eine Einwohnerzahl von 9.786 ermittelt.

## Geographie
Green Cove Springs liegt rund 25 km südlich von Jacksonville.

## Geschichte
Green Cove Springs wurde 1816 als Sägemühle gegründet. Damals gehörte das Gebiet noch zur Spanischen Kolonie Florida. 1854 wurde das kleine Städtchen mit dem Namen White Sulphur Springs als Stadt aufgenommen und 1866 umbenannt in Green Cove Springs. 1871 wurde es Sitz der County-Verwaltung und ist es noch bis heute.
Erstmaligen Eisenbahnanschluss erhielt die Stadt 1884 durch den Bau der Jacksonville, Tampa & Key West Railway zwischen Jacksonville und Palatka. Diese Linie wurde 1886 weiter bis Sanford verlängert. Nach mehreren Verkäufen und Umstrukturierungen kam die Bahnstrecke 1986 schließlich in den Besitz von CSX Transportation.
Der Tourismus zu den Mineralquellen in der Umgebung entwickelte sich durch die Eisenbahn zur Haupteinnahmequelle bis zum Ende des 19. Jahrhunderts. Die nächste wichtige Einnahmequelle war der Anbau von Zitrusfrüchten. 1895 zerstörte eine einbrechende Kältewelle die Ernte und auch der Tourismus blieb aus. In den 1920er Jahren sah man eine große Chance in der Automobilindustrie. Die Pläne für den Fortschritt der Stadt wurden aber in den 1930er Jahren mit der Großen Depression zunichtegemacht.
Während des Zweiten Weltkriegs sah die Stadt ihre Chancen wachsen, als die US Navy das Benjamin Lee Auxiliary Air Field eröffnete. Nach dem Krieg baute die Marine 13 Piers, um ungefähr 600 Schiffe einzumotten. 1960 wurde der Flottenstützpunkt aufgegeben und die Schiffe an einen anderen Ort verlagert. 1984 übernahm die Stadt das Gelände des ehemaligen Flottenstützpunkts, baute daraus einen zivilen Hafen und einen neuen Industriepark.

### Religionen
In Green Cove Springs gibt es derzeit 26 verschiedene Kirchen aus 12 unterschiedlichen Konfessionen. Unter den zu einer Konfession gehörenden Kirchen ist die Baptistengemeinde mit 13 Kirchen am stärksten vertreten. Es gibt eine zu keiner Konfession gehörende Kirche (Stand: 2004).

### Demographische Daten
Gemäß der Volkszählung 2010 verteilten sich die damaligen 6908 Einwohner auf 2815 Haushalte. Die Bevölkerungsdichte lag bei 390,3 Einw./km². 74,8 % der Bevölkerung bezeichneten sich als Weiße, 19,0 % als Afroamerikaner, 0,4 % als Indianer und 1,0 % als Asian Americans. 2,6 % gaben die Angehörigkeit zu einer anderen Ethnie und 2,2 % zu mehreren Ethnien an. 7,0 % der Bevölkerung bestand aus Hispanics oder Latinos.
Im Jahr 2010 lebten in 32,6 % aller Haushalte Kinder unter 18 Jahren sowie 30,8 % aller Haushalte Personen mit mindestens 65 Jahren. 72,1 % der Haushalte waren Familienhaushalte (bestehend aus verheirateten Paaren mit oder ohne Nachkommen bzw. einem Elternteil mit Nachkomme). Die durchschnittliche Größe eines Haushalts lag bei 2,56 Personen und die durchschnittliche Familiengröße bei 2,96 Personen.
25,2 % der Bevölkerung waren jünger als 20 Jahre, 24,3 % waren 20 bis 39 Jahre alt, 27,5 % waren 40 bis 59 Jahre alt und 23,1 % waren mindestens 60 Jahre alt. Das mittlere Alter betrug 41 Jahre. 50,3 % der Bevölkerung waren männlich und 49,7 % weiblich.
Das durchschnittliche Jahreseinkommen lag bei 41.723 $, dabei lebten 19,0 % der Bevölkerung unter der Armutsgrenze.
Im Jahr 2000 war englisch die Muttersprache von 93,43 % der Bevölkerung, spanisch sprachen 6,00 % und 0,56 % hatten eine andere Muttersprache.

## Sehenswürdigkeiten
Folgende Objekte sind im National Register of Historic Places gelistet:
- Clay County Courthouse
- Green Cove Springs Historic District
- Princess Mound (8CL85)
- St. Mary’s Church
- Holly Cottage

## Schulen
- Charles E. Bennett Elementary School
- Lake Asbury Elementary School
- Clay County School
- Congregational Holiness Church
- Green Cove Springs Junior High
- Clay High School
- R. C. Bannerman Learning Center

## Verkehr
Green Cove Springs wird vom U.S. Highway 17 (SR 15) sowie der Florida State Road 16 durchquert. Der Jacksonville International Airport liegt rund 60 km nördlich.

## Kriminalität
Die Kriminalitätsrate lag im Jahr 2010 mit 467 Punkten (US-Durchschnitt: 266 Punkte) im hohen Bereich. Es gab neun Vergewaltigungen, elf Raubüberfälle, 50 Körperverletzungen, 48 Einbrüche, 174 Diebstähle und 17 Autodiebstähle.

## Söhne und Töchter der Stadt
- Charles E. Merrill (1885–1956), Investmentbanker
- Augusta Savage (1892–1962), Bildhauerin und Bürgerrechtlerin
- Caeleb Dressel (* 1996), Schwimmer